# Kyrkhamn, Mörbylånga kommun
Kyrkhamn är platsen för ett tidigare fiskeläge i Mörbylånga kommun i Kalmar län, beläget på sydligaste Öland nära Ottenby kungsgård cirka 35 kilometer söder om centralorten Mörbylånga.
Kyrkhamn tillkom på grund av det omfattande sillfisket på medeltiden. Hamnen brändes ned av danskarna 1563. I dag ser man en kapellruin och söder om denna cirka 80 husgrunder och 75 gropar, sannolikt grophus, som rester av den forna hamnen som var Ölands främsta fiskeläge. Platsen omskrevs första gången 1447 som Kyrkio hampn. På 1600-talet kunde nästan 900 fiskare vistas där samtidigt. Fisket vid Kyrkhamn hade stor betydelse inte bara för södra Öland utan även för angränsande kustbor.
Kapellet vid Kyrkhamn byggdes på 1200-talets senare del till S:t Johannes ära. Under reformationen övergavs kapellet och platsen markeras i dag med en kulle och ett stenkors. Stenen från kapellet användes vid bygget av fyren Långe Jan 1785.
När kvarlevorna efter den Heliga Birgitta fraktades från Italien till Vadstena, anlände kistan till Sverige via Kapelludden på Ölands östkust och skeppades ut vid Kyrkhamn, den 28 maj 1374.